# Mili Avital
Mili Avital (en hebreo: מילי אביטל, Jerusalén, Israel; 30 de marzo de 1972) es una actriz israelí.
Construyó su carrera comenzando en su Israel natal, donde trabajó en el teatro, el cine y la televisión. Ganó el Premio de la Academia israelí para la mejor actriz secundaria en 1992 y fue nominada para los Premios Ophir en 1994. Ese mismo año se mudó a Nueva York y comenzó a trabajar casi inmediatamente en Estados Unidos. Desde entonces, ha mantenido su carrera en ambos países.

## Vida personal
Avital nació en Jerusalén, hija de los diseñadores gráficos Noni e Iko Avital. Fue criada en Tel Aviv y Ra'anana. Asistió a la Escuela Secundaria de Artes Thelma Yellin en Givatayim. Se trasladó a Nueva York en 1994, en donde sigue viviendo junto con su esposo, el guionista Charles Randolph (The Life of David Gale, The Interpreter, Love and Other Drugs), y sus hijos, Benjamin y Fanny.
Avital fue miembro de la junta de gobernadores de la Universidad de Haifa entre 2009 y 2013.

## Carrera en Estados Unidos
En 1993 llegó a Nueva York para estudiar actuación en la "Escuela de Teatro Circle in the Square". Al año siguiente, fue descubierta por un agente mientras trabajaba de camarera, fue elegida como protagonista en Stargate, 1994, por lo que recibió el "Premio Sci-fi Universe". Ha aparecido en las películas Dead Man de Jim Jarmusch junto a Johnny Depp, Kissing a Fool junto a David Schwimmer, Polish Wedding junto a Claire Danes, y La mancha humana junto a Anthony Hopkins. En 1999, interpretó a una bosnia víctima de violación en el episodio piloto de Law & Order: Special Victims Unit  de la NBC. Avital apareció en otros tres episodios de la serie: "Parasites", "Manhattan Vigil" y "Depravity Standard". También apareció en el episodio "Palimpsest" de Law & Order: Criminal Intent. Su trabajo televisivo incluye un papel como Scheherezade en la miniserie de ABC nominada a los Emmy con excelentes críticas Las mil y una noches, Uprising de Jon Avnet, y After the Storm. Entre 2009 y 2010 Avital apareció en el programa de FX Damages, en un papel recurrente como la amante del esposo de Patty Hewes (Glenn Close). También tuvo un papel en la serie del 2012 de ABC 666 Park Avenue.
En teatro, Avital interpteró a Cordelia en El rey Lear en el Electric Lodge (Venice, California) en 2006, dirigida por Patsy Rodenburg.
Su debut como directora, un breve documental I Think Myself I am All the Time Younger, tuvo su estreno mundial en el Festival de cine de Tribeca de 2004 en Nueva York.

## Carrera en Israel
Como una de las actrices más respetadas en Israel, Avital ha logrado un éxito internacional con sus diversos papeles protagónicos en cine y televisión. Comenzó su carrera profesional en el escenario durante su último año en la secundaria, con la obra Les liaisons dangereuses en el Teatro Cámeri en Tel Aviv.
Avital se presentó por primera vez al público con un papel protagónico en Yael's Friends, una popular película para televisión. En 1992 ganó el Israeli Film Academy Award de mejor actriz de reparto por su primer papel Me'ever Layam (Sobre el océano). Sus trabajos más recientes en Israel incluyen la comedia Ahava Colombianit (Amor colombiano), así como El pequeño tallarín, por la que recibió el premio Premio del Círculo de Críticos de Israel a la Mejor Actriz de 2007,la nominación al Premio de la Academia Israelí a la Mejor Actriz y la nominación de Persona del Año de Israel para 2006. Avital protagoniza Prisoners of War (aka Chatufim), una serie de televisión israelí en horario estelar de Keshet, en la que se basa la serie de televisión estadounidense Homeland.  Avital fue nominada a la Mejor Actriz por su trabajo. La masivamente exitosa serie ganó la mejor serie de drama en los Premios de televisión israelíes.
Avital recientemente terminó la serie de comedia, Landing on Their Feet, para Keshet y junto con Shani Cohen (Eretz Nehederet).

## Filmografía

### Cine
| Año  | Título                         | Papel              | Notas |
| ---- | ------------------------------ | ------------------ | ----- |
| 1992 | Me'ever Layam                  | Miri Goldfarb      |       |
| 1993 | Groupie                        |                    |       |
| 1994 | Stargate                       | Sha'uri            |       |
| 1995 | Dead Man                       | Thel Russell       |       |
| 1996 | Invasion of Privacy            | Theresa Barnes     |       |
| 1997 | The End of Violence            | Featured Performer |       |
| 1998 | Polish Wedding                 | Sofie              |       |
| 1998 | Animals with the Tollkeeper    | Fatima             |       |
| 1998 | Kissing a Fool                 | Samantha Andrews   |       |
| 1999 | The Young Girl and the Monsoon | Erin               |       |
| 1999 | Minotaur                       | Thea               |       |
| 2000 | Bad Seed                       | Emily Tylk         |       |
| 2003 | La mancha humana               | Young Iris         |       |
| 2004 | Ahava Colombianit              | Tali Shalev        |       |
| 2005 | When Do We Eat?                | Vanessa            |       |
| 2007 | El pequeño tallarín            | Miri Calderone     |       |
| 2024 | María                          | Mariamna I         |       |

### Televisión
| Año       | Título                                        | Papel                       | Notas                                                      |
| --------- | --------------------------------------------- | --------------------------- | ---------------------------------------------------------- |
| 1999      | Law & Order: Special Victims Unit             | Marta Stevens               | Episodio: "Payback"                                        |
| 2000      | Las mil y una noches                          | Scheherezade                | miniserie                                                  |
| 2001      | After the Storm                               | Coquina                     | película para televisión                                   |
| 2001      | Law & Order: Special Victims Unit             | Ava Parulis / Irina Parulis | Episodio: "Parasites"                                      |
| 2001      | Rebelión en Polonia - Sublevación en el gueto | Deworah Baron               | película para televisión                                   |
| 2002      | Shabatot VeHagim                              | Noa                         | Episodios: "El Ha-Ma'ayan", "Air Guitar"                   |
| 2009      | Damages                                       | Anna Mercado                | Episodios: "I Agree, It Wasn't Funny", "London. Of Course" |
| 2009-2012 | Prisoners of War                              | Nurit Halvei-Zach           | Recurring role (11 episodes)                               |
| 2010      | Damages                                       | Anna Mercado                | Episodio: "The Dog Is Happier Without Her"                 |
| 2010      | Law & Order: Criminal Intent                  | Lenore Abrigaille           | Episodio: "Palimpsest"                                     |
| 2012      | 666 Park Avenue                               | Danielle Tyler              | Episodio: "Murmurations"                                   |
| 2012      | Law & Order: Special Victims Unit             | Laurie Colfax               | Episodio: "Manhattan Vigil"                                |
| 2015      | Law & Order: Special Victims Unit             | Laurie Colfax               | Episodio: "Depravity Standard"                             |
| 2017      | Landing on Their Feet                         | Dana Berger Fine            | Rol principal                                              |